# Wendell Rollins
Wendell Rollins (17 de junho de 1917 — 8 de dezembro de 1990) foi um ciclista olímpico estadunidense. Representou sua nação nos Jogos Olímpicos de Verão de 1948.